# Brîn, Halîci
Brîn (în ucraineană Бринь) este o comună în raionul Halîci, regiunea Ivano-Frankivsk, Ucraina, formată numai din satul de reședință.

## Demografie
Componența lingvistică a comunei Brîn
     Ucraineană (99,29%)
     Alte limbi (0,14%)
Conform recensământului din 2001, majoritatea populației comunei Brîn era vorbitoare de ucraineană (99,29%), existând în minoritate și vorbitori de alte limbi.